# Marten Zwaagstra

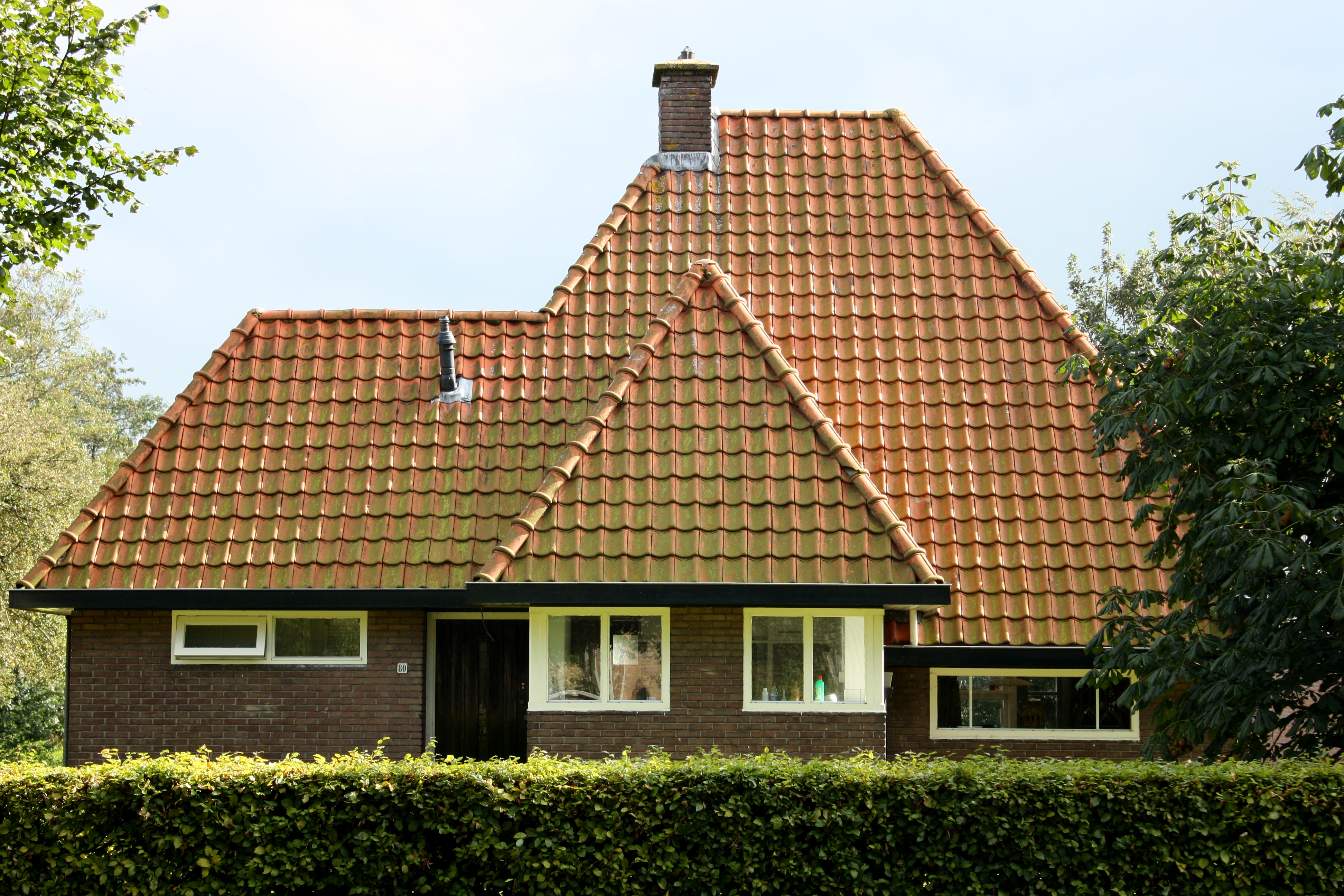
Monumentale woning voor zijn ouders in Mildam

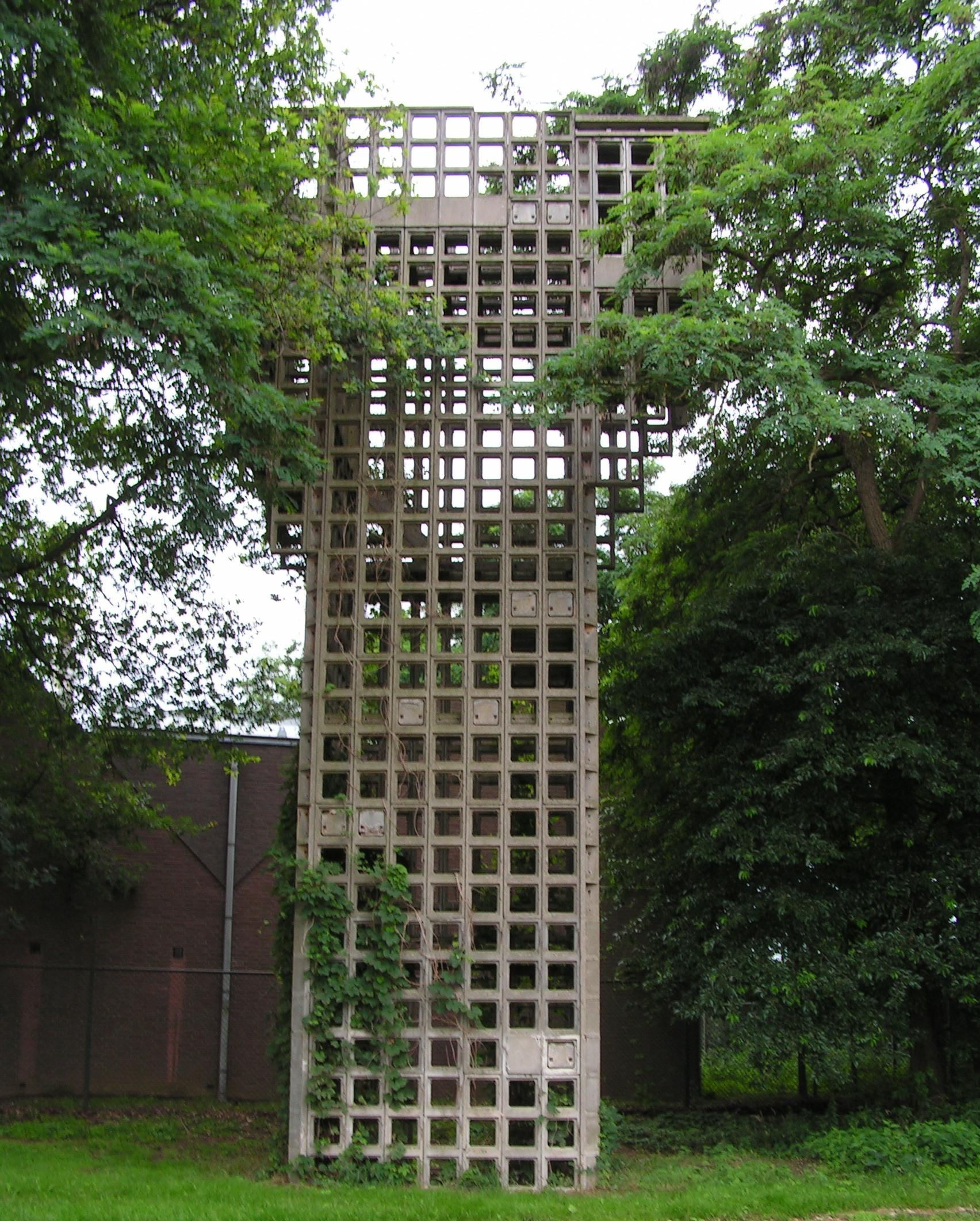
Luchtwachttoren

Marten Zwaagstra (Mildam, 15 augustus 1895 - Katwijk aan Zee, 31 juli 1988) was een Nederlands architect en ondernemer.

## Leven en werk
Marten Zwaagstra was een zoon van Meint Zwaagstra en Antje Baukema. Van 1909-1912 volgde hij de Ambachtschool in Heerenveen. In 1920 ontving hij het diploma bouwkunde en het diploma gewapend beton constructeur van de mts in Leeuwarden. In 1923 volgde het diploma waterbouwkunde. Hij was lid van de Friese Bouwkring. Op 26 augustus 1926 huwde hij met Ynske Zwerver. In 1936 was hij architect van de monumentale woning voor zijn ouders in Mildam. In de jaren 50 richtte hij de N.V Raatbouw op en bouwde onder andere luchtwachttorens bestaande uit prefab gewapend betonnen elementen in raatbouw.